# Oxyopes pigmentatus
Oxyopes pigmentatus là một loài nhện trong họ Oxyopidae.
Loài này thuộc chi Oxyopes. Oxyopes pigmentatus được Eugène Simon miêu tả năm 1890.